# Colin Thornton-Kemsley
Colin Norman Thornton-Kemsley (2 septembre 1903 - 17 juillet 1977) est un homme politique conservateur et national-libéral au Royaume-Uni. Il est député de Kincardine et de l'ouest de l'Aberdeenshire de 1939 à 1950, et de North Angus et Mearns de 1950 jusqu'à sa retraite aux élections générales de 1964.

## Jeunesse
Thornton-Kemsley est né en 1903 et grandit dans une banlieue de Londres. Il fait ses études à la Chigwell School et est diplômé du Wadham College d'Oxford.
Alors qu'il a un grand-père écossais, il n'a aucun lien réel avec l'Écosse jusqu'en 1930, lorsqu'il épouse Alice Thornton; sa cousine et la petite-fille de l'éminent avocat de Dundee, Sir Thomas Thornton. Thomas Thornton a acheté le château de Thornton dans le Kincardineshire en 1893, et au moment du mariage, Thornton est le propriétaire et le résident de la propriété.

## Carrière politique
Thornton-Kemsley est un membre actif de l'association de circonscription conservatrice de la banlieue londonienne d'Epping, où il vit. Il est également trésorier honoraire de la région provinciale d'Essex et du Middlesex, Union nationale des associations conservatrices et unionistes. En tant que membre du parti de circonscription d'Epping, il se fait un nom dans les cercles du Parti conservateur en tant que partisan de Neville Chamberlain et joue un rôle central dans la censure de Winston Churchill par l'Association conservatrice d'Epping.
En 1939, Malcolm Barclay-Harvey, le député unioniste sortant de Kincardine et de l'ouest de l'Aberdeenshire, se voit offrir le poste de gouverneur de l'Australie du Sud. Thornton-Kemsley, en raison de son rôle précédent dans la tentative de censure de Winston Churchill par l'Association conservatrice d'Epping, est proposé à la candidature.